# 大工 (日本古代・中世)
大工（だいこう／おおたくみ／だいく）は、古代から中世にかけての日本における、様々な技術部門の官人を指す語。木工に限らず、鋳工などについても用いられている。

## 概要

### 古代
古代においては、工匠の長に与えられた官職であり、7世紀の大匠（おおたくみ）が前身である。国家による造営・造寺の事業が官制化され、工（たくみ）と称した技術官を大工・少工としたことに始まっている。律令制下では官営工房に属する技術官人の最高官名で、五位相当であり、工房は大工－少工・長上工－番上工の階梯制で組織され、大工は現場で少工以下の統率と指揮に当たった。
『養老令』職員令69の大宰府条に少工とともに現れるのが史料における初見であり、そこには大工1人・少工2人とあり、城隍、舟楫、戎器（じゅうき）（＝兵器・軍器）、諸々の営作を職掌とした、とある。
そのほか、臨時の工事の場合にも置かれ、『続日本紀』文武天皇3年（699年）10月20日条には越智山陵（斉明天皇陵）・山科山陵（天智天皇陵）の修造の際に、それぞれ大工2人らを派遣したとある記事があり、神護景雲元年（767年）3月9日条には「造寺司」軽間鳥麻呂、延暦8年（789年）11月9日条、および『日本後紀』延暦15年（796年）7月9日条には「造宮職」物部（多芸）建麻呂などの名が見えている。『延喜式』「中務省式、時服集」によると、「大工」・「少工」は中務省の木工寮・修理職などにも各1人が置かれており、これは、『類聚三代格』にある、大同3年1月20日（808年）の平城天皇の詔によって、鍛冶司が木工寮に併合されたのちのことと思われる。8世紀後半の造東大寺司も、木工部門で「大工」の官名を採用している。

### 中世
中世においては、寺社別・職種別に置かれた指揮工を指す。11世紀頃になると、国家官制との関係性が弱まり、官名と別に、木工部門以外の手工業諸部門の工事の指揮工を指すようにもなり、大工以下、引頭－長（おさ）－連（つれ）に変貌している。このころ、発音も「だいく」と変化している。また、貴族・寺社ごとに大工を特定の職人に固定する傾向が生まれ、13世紀になると大工は寺社によって任命される役職として、「大工職」とも呼ばれた。大工職は寺社が補任状により任命していたものが、中世後期には物権化して、譲渡や売買の対象とされた。
木造建設に携わる職人一般を指す現在の用法は近世に入ってからのもので、番匠にかわって用いられるようになった。建築の大工がとりわけ大規模に多数の技術者を統率するところから、次第に大工は建築業者のみを指すようになり、木工の指揮者は棟梁と呼ばれるようになった。